# انتخابات الرئاسة البوليفية 2014
انتخابات الرئاسة البوليفية 2014 هي الانتخابات الرئاسية التي جرت في 12 أكتوبر 2014، في بوليفيا، لانتخاب رئيس جمهورية بوليفيا، فاز بالانتخابات إيفو مورالس.